# アエロトラン

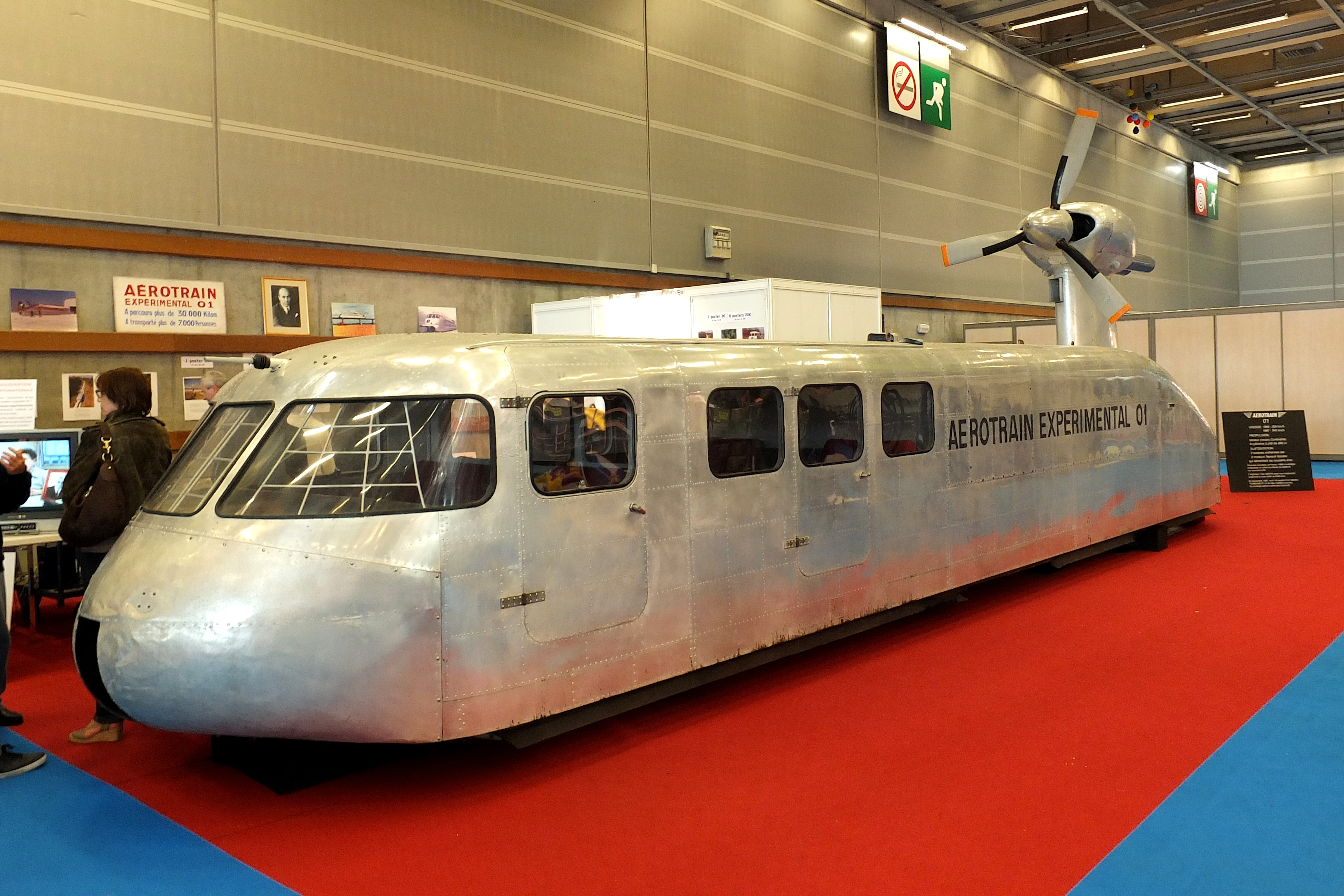
アエロトラン試作1号機

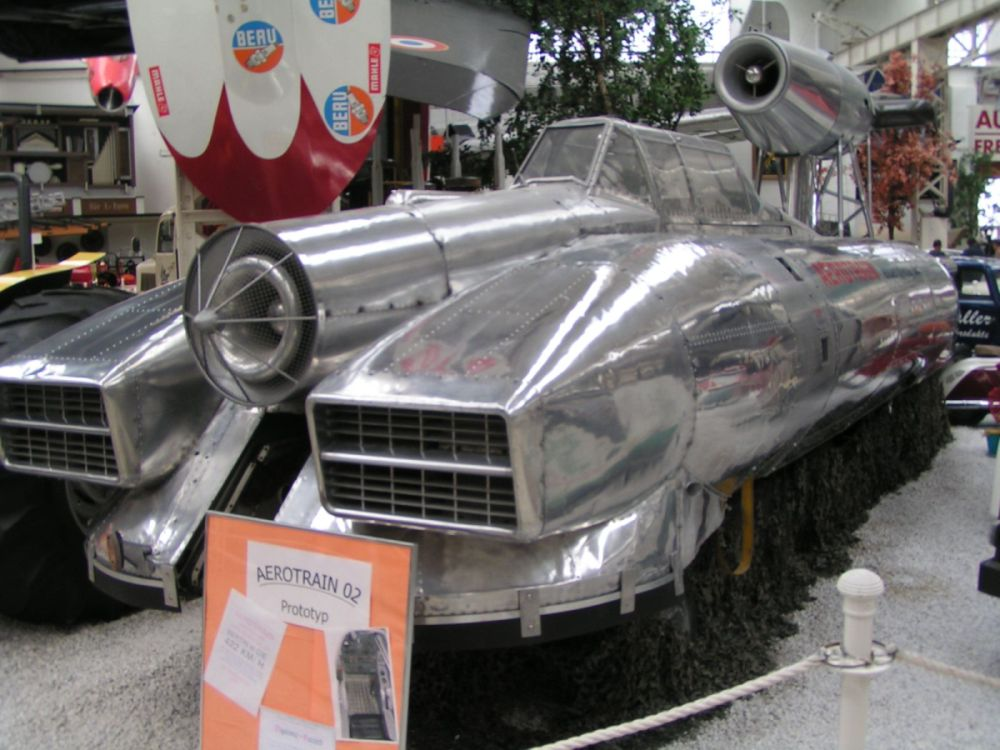
アエロトラン試作2号機

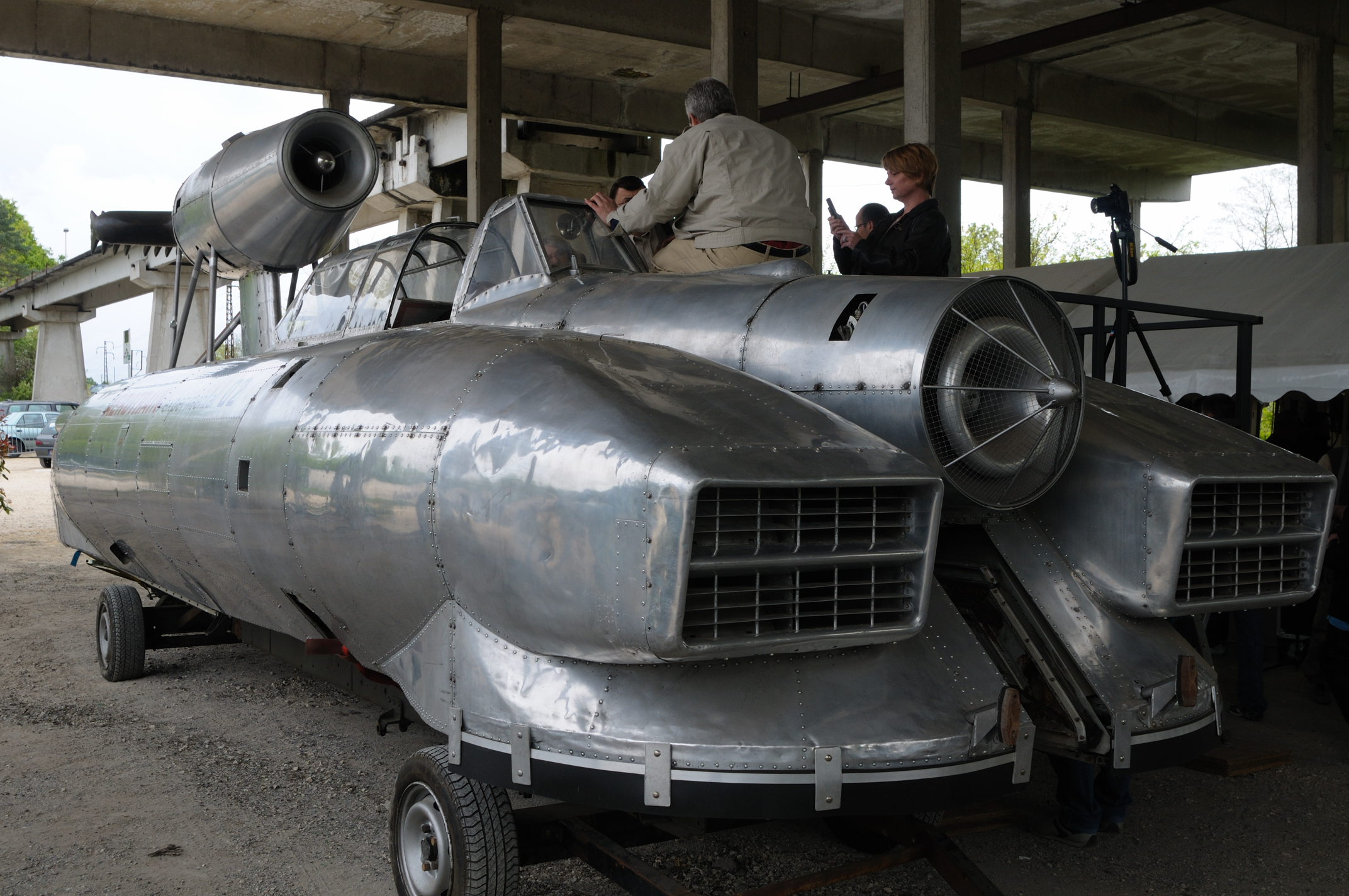
前部

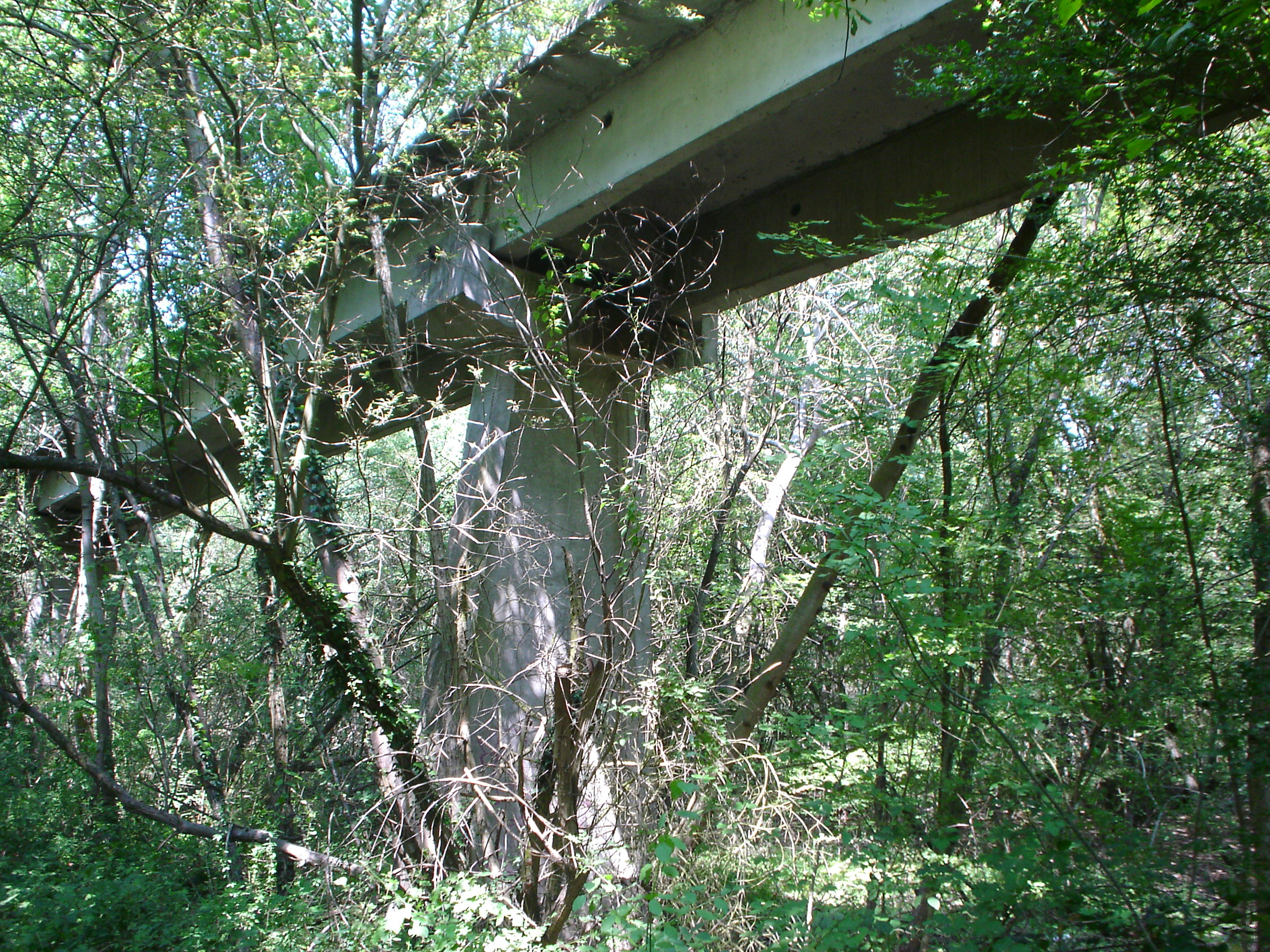
実験線跡も現在では植物に覆われている。

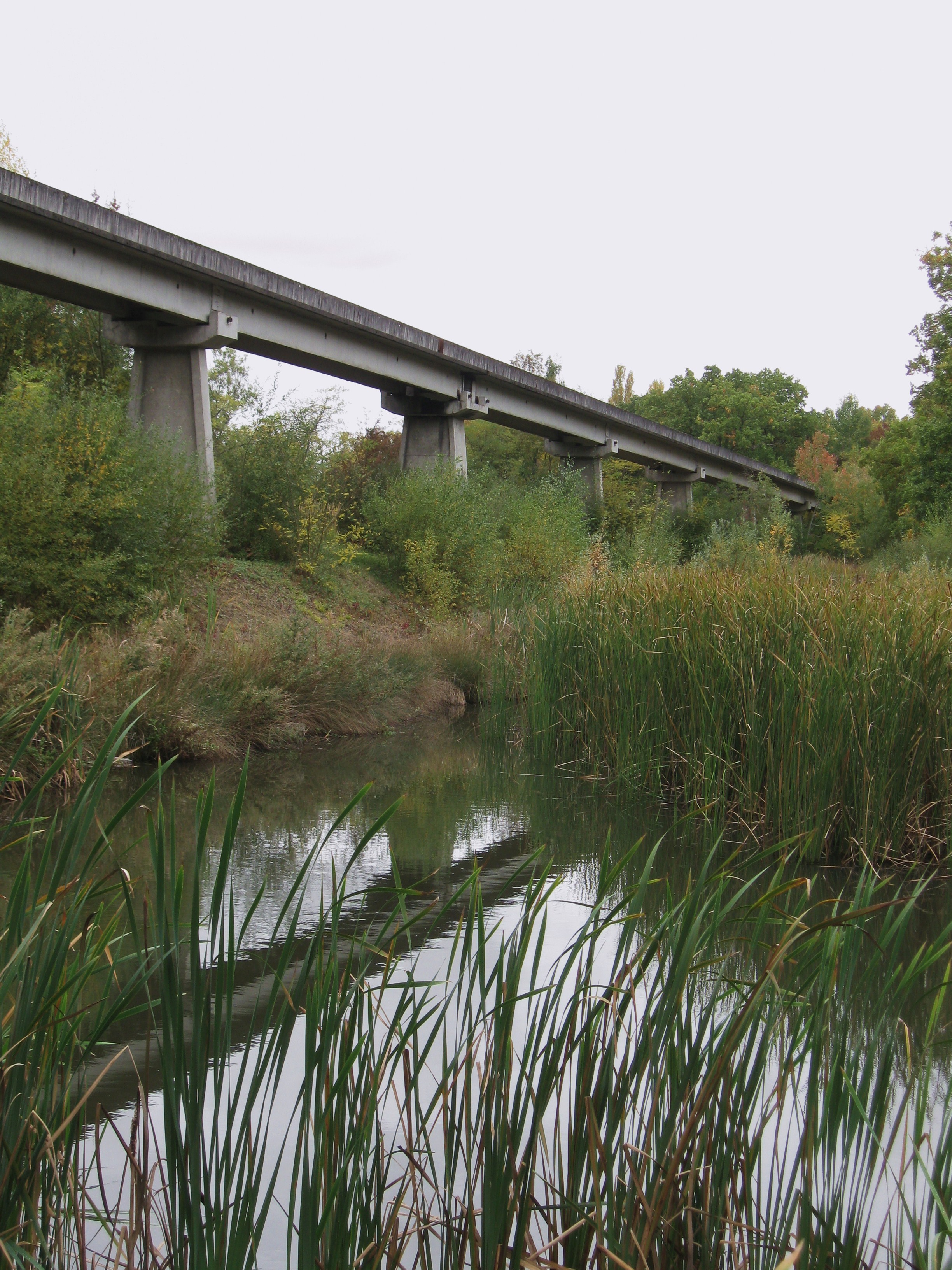
Saran 実験線の跡

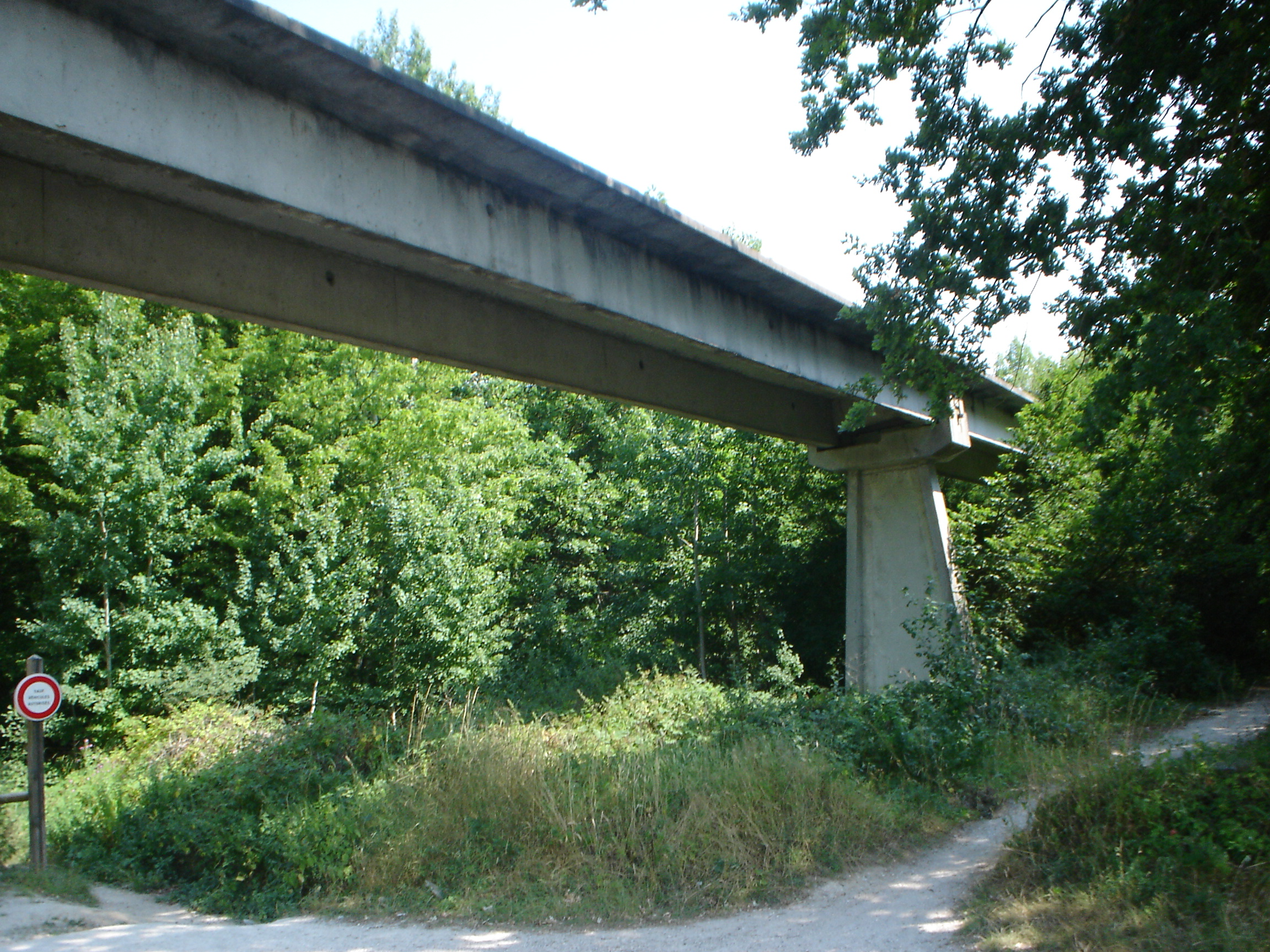
実験線跡

アエロトラン（仏: Aérotrain）は、フランスで1965年から1977年にかけて開発が進められた空気浮上式鉄道である。
アエロトランの目標は磁気浮上式鉄道の目指すところと似ている。ただし、圧縮空気の静圧で浮上して走行するため、磁気浮上と比べて技術的に容易である。推進にはプロペラ推進やジェット推進やリニアモーター推進等が用いられる。車輪の摩擦力に頼らず加減速するので高速走行が可能である。一方で、空気圧で浮上するため、トンネル内での走行には不適である。サラン、ルーアン間に全長18kmのオルレアン実験線が建設され01, 02, S44, I-80, I-80 HV と5台の試作車が製造され、I-80は80人乗りの実物大で18kmの軌道を走行した。しかし、送風機による騒音等、技術上の問題が多いため、高速鉄道としての実用化には至らなかった。

## 経緯
- 1963年 - フランス人技術者ジャン・ベルタン (Jean Bertin) が縮尺1/12、1.4mの長さの模型を一般とフランス国鉄へ展示。
- 1965年4月15日 -アエロトラン開発会社 (Société d'étude de l'Aérotrain)を設立。
- 1965年12月16日 - 最初の試作車である「アエロトラン01」が完成。
- 1966年2月21日 - セーヌ=エ=オワーズ(現在のエソンヌ県)のGometz-le-ChâtelとLimours間の6.7kmの試験線が完成してアエロトラン01が報道陣の前で100 km/hで走行した。後日、200 km/hに到達。
- 1966年12月23日 - ロケットエンジンを1,700馬力 (1,300 kW)の動力と組み合わせてアエロトラン01は303 km/hに到達。
- 1967年11月1日 - ジェットエンジンを備えたアエロトラン01は345 km/hに達した[1]。
- 1967年 - 「アエロトラン02」製造[1]。
- 1967年5月 - アエロトラン02の試験がGometz-le-Châtel試験線で開始され300 km/hに到達。
- 1969年1月22日 - ロケットエンジンを追加したアエロトラン02が422 km/hの記録を樹立[1]。
- 1969年 - オルレアンに全長18kmのオルレアン実験線が建設される。
- 1969年7月7日 - 50 km/hでの走行用の「アエロトランI80」が発表された。
- 1969年9月 - アエロトランI80の試験走行がオルレアン実験線で開始され13日に250 km/hに到達した。
- 1969年 - 「アエロトランS44」製造。1969年12月から1972年1月にかけて試験が実施され全長3kmの試験軌道で170 km/hに達した。
- 1970年3月7日 -アエロトランの偉業を讃えて切手が発売された。
- 1970年 - ローインダストリーズがアメリカでUTACV試作機の製造を始めた。
- 1973年10月 - アエロトランI80を350 km/hでの走行に向けてI80 HVに改造した。
- 1974年 - 政府はオルリーとシャルル・ド・ゴール国際空港間の路線とラ・デファンスとセルジー間の路線建設計画を放棄した。
- 1974年3月5日 - アエロトランI80 HVは空気浮上式鉄道としては最速の430.4 km/hの記録を樹立。
- 1974年6月21日 - ラ・デファンスとセルジー間の商業路線に関する契約に調印された。
- 1974年7月17日 - 政府はラ・デファンスとセルジー間の計画を放棄。
- 1974年 - ローインダストリーズのUTACV試験機がプエブロ近郊の運輸技術センターで試験を開始した。
- 1975年9月 - パリとリヨン間にTGVの路線を建設されることが発表された。
- 1975年10月 - ローインダストリーズのUTACV試験機は計画を継続する為の予算を使い切って保存された。
- 1975年12月21日 - ジャン・ベルタン死去。
- 1977年 - ジャン・ベルタンの死去およびTGVに実用化の目途がついたことを受け、開発計画を終了。
- 1991年7月17日 - Gometzの格納庫内に保管されていたアエロトランS44が火災で焼失。
- 1992年3月22日 - アエロトランI80 HVとChevillyの格納庫が火災で焼失。除去作業の後、プラットホームのみが残る。
- 2004年7月 - Gometz試験線でのアエロトランの貢献を記念して彫刻家ジョルジュ・ソルテール (fr:Georges Saulterre) による彫刻が設置された。
- 2007年2月 - Chevillyのプラットホームの北にある120mの区間の軌道がA19高速道路の建設により取り壊された。

## 試験線
アエロトランの軌道の大半は凸型の鉄筋コンクリート製である。これまでに全ての軌道は実験用に建設され、使用された。
- 最初の試験軌道は1966年2月にアエロトラン01と02のためにエソンヌ県のGometz-le-ChâtelとLimours間の廃線跡を再利用して6.7kmの試験線が建設された。
- この廃線跡は現存し、都市開発により一部は撤去されたが、残りの大部分の遺構は現在でも見る事が出来る。Gometzでの試験の功績を讃えて一部の区間は保存、修復されている。
- 二番目の試験線は1969年にリニア誘導モータを動力とするアエロトラン試験機S44の為にGometz-le-Châtelに最初の軌道に並行してアルミニウムとアスファルトで建設された。(リニア誘導モータのリアクションプレートである)アルミ製のガイドレールは試験後撤去されたがアスファルトの軌道は2008年から2009年にかけて遊歩道として整備された。
- 1969年にアエロトラン I80の試験のために全長18 kmの3番目の試験線が建設された。この試験線はオルレアンの北のLoiretからサランとルーアンまで延びていて将来はパリ-オルレアン線に利用可能である。400 km/hでの走行の為に軌道は地上から5mの高さに建設されている。試験線の両端には列車が方向転換する為にそれぞれプラットホーム(転車台)がある。格納庫がChevillyの中央のプラットホームにある。この線はアエロトランの計画の廃止後、有名な景観論争を巻き起こしたが、現存しており、RN20号線とパリ-オルレアン線の東側に良く見える。
- 1974年までUTACV試験機のために4番目の全長1.5マイル (2.4 km)の高速地上試験センターがアメリカのプエブロ近郊に建設され使用された。この試験線の全長に起因して最高速度はわずか 145 mph (233 km/h)だった[2]。

## アエロトラン試作機
5台の試作機が製造された。
- アエロトラン 01 は縮尺1/2(10.11 m, 2.6 t)の試作機である。原型は260馬力 (190 kW)の航空機用エンジンで駆動される3枚羽根の逆ピッチが可能なプロペラで推進していたが後にフーガ・マジェスタジェットエンジンに換装された。エアクッションは2基の50馬力 (37 kW)の圧縮機によって維持される。01は乗客4人と2人の乗員を乗せた。
- アエロトラン 02 (ページ上方の写真を参照)は別の2人乗りの試作機である。プラット・アンド・ホイットニー社製のJT12 ターボプロップエンジンを動力とする。
- アエロトラン S44 は実物大の都市近郊の旅客輸送用で(都市と空港の間の輸送を想定した)200 km/hで走る。Merlin-Gérin社によって供給されたリニア誘導モータを備えた。
- アエロトラン I80は都市間輸送用の実物大の試験機である。全長25.6 m、全幅3.2 m、全高3.3 m、非積載時の重量は11.25 tで80席を備えた。元の仕様(250 km/h走行用のI80-250)では2台のチュルボメカ製の(それぞれ260馬力 (190 kW)出力の)テュルモIII E3ガスタービンで直径2.3 mの7枚羽根の可変ピッチ式プロペラのダクテッドファンを駆動した。チュルボメカ アスタゾウ14ターボエンジンによって(6台は浮上用、6台は案内用として)空気圧縮機が駆動された。ブレーキは通常はプロペラによる逆推力装置で緊急時には中央レール上の摩擦ブレーキを使用する。騒音は65ヤード (59 m)離れた場所で90-95 dBAだった[1]。I80-250は後に350 km/hでの走行のために改造されI-80 HV (Haute Vitesse = 高速)になった。主要な変更は新しいプラット・アンド・ホイットニー社製のJT8D11 ターボファンエンジンを屋根上に備えた事である。I-80 HVは1974年3月5日に空気浮上式鉄道での世界記録である417.6 km/h (259.5 mph)、瞬間最高速度430.4 km/h (267.4 mph)の記録を樹立した。

## TGV（普通高速鉄道）との比較
鉄軌道と鉄車輪を用いる通常の普通鉄道と比べ、空気浮上式鉄道は高速性能で優れている。また軌道へ与える負荷が小さいため軌道整備および保守費用が安価であり、軌道との接触がないため転がりによる騒音が低減される（プロペラの風切り音や、浮上のための送風機の騒音は問題であった）といった利点がある。しかし、既存の鉄道と互換性がなく専用軌道の建設が必要、輸送力が小さい、オイルショックを受けて内燃機関による推進を用いる I-80 は電気式のリニアモーターと比べ運行経費がかかる（普通鉄道と比較すると更に差が顕著となる）といった問題点を抱えていた。このような理由からフランス政府はアエロトランの開発を中止し、TGVの導入を決定した。なお、磁気浮上式鉄道と普通鉄道の間でも上記と同様の比較が行われている。

### TGVの利点
- アエロトランとは異なり、TGVは既存のレールを使用できる。アエロトランは新たに専用の軌道や駅を土地の収用が困難な都市部に建設しなければならない。
- 開発してみるとアエロトランの輸送容量は大幅に低かった。
- 1973年の第一次オイルショックの後、アエロトラン I80の使用する内燃機関による推進は費用がかかりすぎたのでリニアモータによる推進が必要だった。これは通常の車輪を使用するTGVよりも大幅に高価だった。
- 鉄道の世界では、アエロトランで使用される技術には全く不慣れだった。

### アエロトランの利点
- 軌道の軸重が軽いので軌道に負担がかからないので建設費や維持費が安くて済む。
- 摩擦が無いので推進に必要なエネルギーが少なくて済む[3]。
- 車輪が無いので騒音が少なく軌道にあまり振動を伝達しない[1]。

アエロトランは利点と欠点を磁気浮上式鉄道と共有しているので磁気浮上式鉄道と競合している可能性がある。

## その他の空気浮上式鉄道開発

### アメリカの空気浮上式鉄道

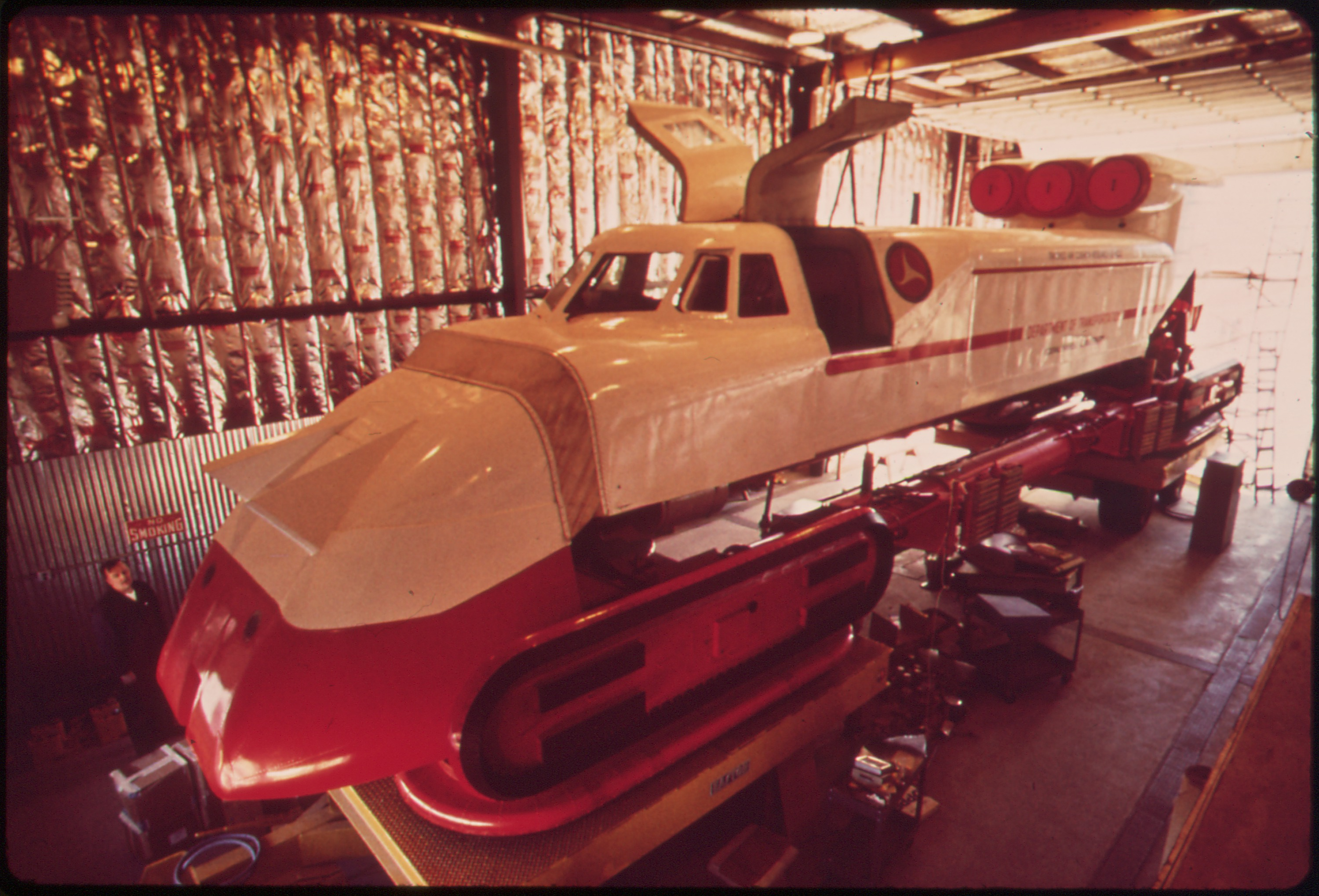
TACRV

1970年ロー・インダストリーズは連邦運輸局(UMTA)が将来の大量輸送交通機関の技術開発を支援する計画の一環として空気浮上式鉄道を開発する事を決めた。試作車は公式にはUrban Tracked Air Cushion Vehicle (UTACV)と呼ばれ、口語的にローエアロトレインと呼ばれ、リニアモータ推進で60人の乗客を150 mph (240 km/h)で輸送するように設計された。全長は 94 ft (28 m)で非積載重量は46,000 ポンド (20.8 トン)だった。試験軌道はコロラド州プエプロに建設され、リニアモーター推進により(試験線の長さによって制約を受けた)時速145 mi (233 km)で走行した。連邦運輸局からの予算が打ち切られたのでロー・インダストリーズのアエロトランは商業化される事はなかった。ロー・インダストリーズのアエロトランの試作機は2009年7月までプエブロヴァイスブロッド航空博物館の敷地内に置かれ、現在はプエブロ鉄道博物館に保管される。博物館の計画ではアエロトランの公開展示を予定している。

### 英国の空気浮上式鉄道

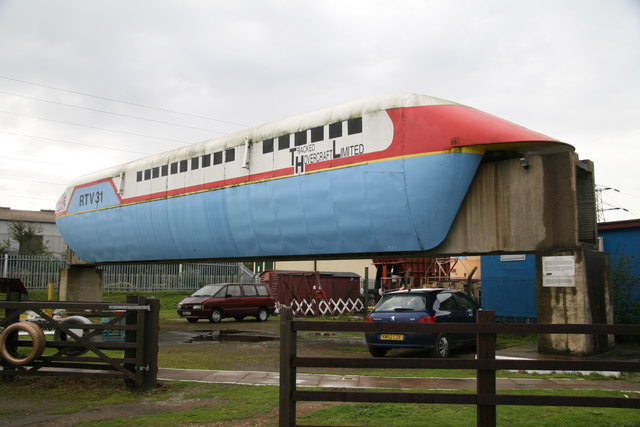
レイル・ワールド博物館で展示されるRTV 31実験車

英国でもトラックト・ホバークラフトやホバートレインと称する、類似の空気浮上式鉄道が開発された。アエロトランとは異なりリニア誘導モーターで推進する形式だった。民間の技術的な問題により中断された 。1960年代初頭にホバークラフトを開発したクリストファー・コッカレルの開発陣がホバートレインの初期の概念を考案した。1963年に跨座式モノレールのようにコンクリート製の軌道に跨る形式の空気浮上式鉄道の実験機を製造した。この試作機は試験線上を手で押されて移動した。
その後、この開発陣は1961年ごろにリニア誘導モーターとして知られるようになったリニアモーターを推進に採用した。試験機が走行中だった1963年に彼らはリニア誘導モーターを使用した実物大の試験機の開発を売り込んでいた。ナローボディーの旅客機の胴体のような外観の試験模型が断面が凸型のモノレールの軌道上を走行した。水平面は走行用に平らで垂直面はリニア誘導モーターのリアクションレールが設置されていた。
1970年にロンドンの北部に試験線の建設が始まった。この場所が選ばれたのは平坦で20マイルの軌道が計画されたが予算は最初の4マイルの区間のみだった。建設費の高騰により1マイルの区間に短縮された。試験機のRVT 31は1973年に試験を開始し、2月には20mphの向かい風の中で104mphに到達した。
成功にもかかわらず2週間後、政府は更なる予算を中止した。後に試験線はRTV 31と共に博物館へ移された。

### 日本の空気浮上鉄道

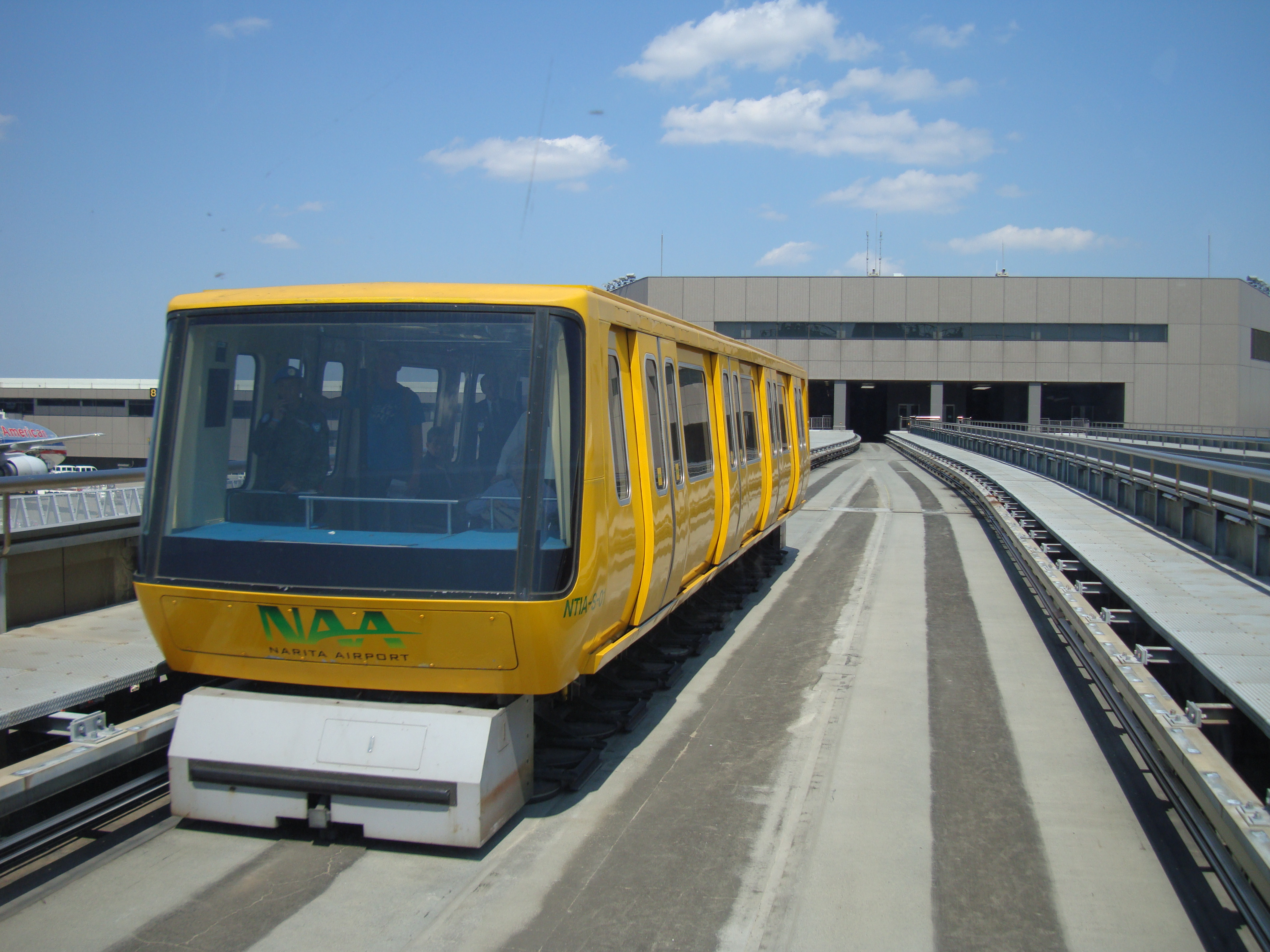
成田空港シャトルシステム

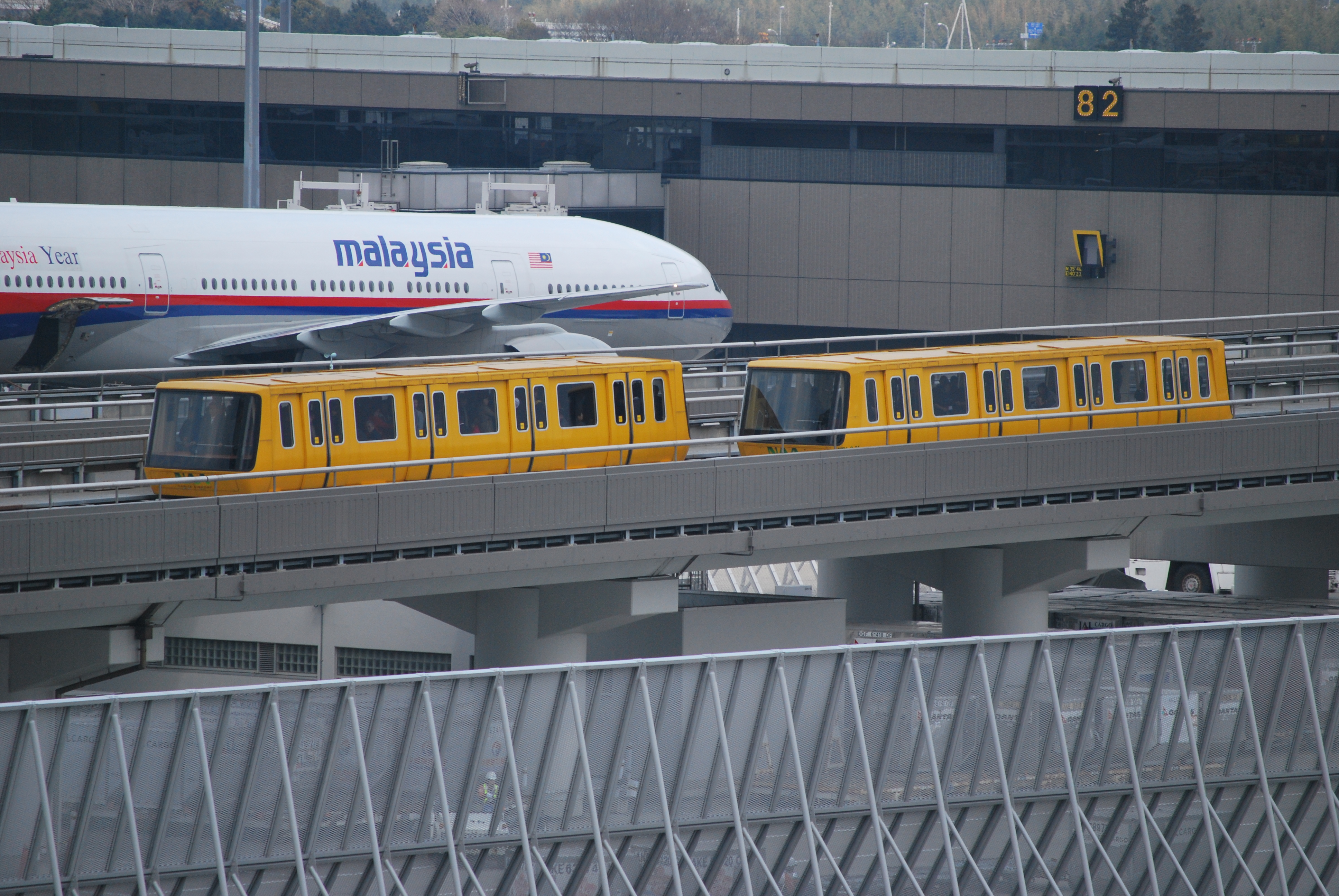
成田空港シャトルシステム

当初、日本でも空気浮上式鉄道が検討されたがトンネル内での浮上が困難であり、騒音が多く国情に適さないため、高速鉄道としての用途としては開発されなかった。その後日本オーチス・エレベータによる成田空港第2ターミナルシャトルシステムが1992年の第2ターミナル開業から2013年9月に連絡通路にとって代わられるまでの間、本館とサテライトの移動用に運行された。

### 画像
- Aérotrain Photo Gallery
- Extensive Aérotrain Gallery
- Recent photos of the remains of some aérotrain vehicles - ウェイバックマシン（2002年10月11日アーカイブ分）
- Recent photos of aérotrain test track
- Distant and close photos of the aérotrain statue.
- Recent Aérotrain photo gallery (in French)
- フランス国鉄アエロトランの試作車と実験線跡地の写真（フランス語）

### 動画
- Bertin Technologies: Aérotrain Film
- Gallery of short Aérotrain Films
- Windrider Train Company - Promotional video about new Windridertrain includes high quality video of the original aérotrains